# Woreda
- woredas
- zones et w. spéciaux
- régions

Limites administratives en Éthiopie :

Un woreda — également écrit woréda, wereda ou wéréda — est une subdivision administrative de l'Éthiopie de la taille d'un district. Il y avait environ 770 woredas, dont 100 urbains et 670 ruraux[Quand ?]. Leur nombre dépasse le millier en 2020. Les woredas sont constitués de plusieurs qebelés et sont généralement regroupés en zones administratives à l'intérieur d'une région (kilil). Quelques woredas se rattachent directement à une région et se nomment woredas spéciaux.
La majorité des woredas sont de création récente, mais quelques-uns ont des origines plus lointaines, remontant, notamment, à leur annexion à la couronne éthiopienne.